# Fattore terzo uomo
Il fattore terzo uomo o sindrome del terzo uomo (indicato in ambito scientifico come fenomeno switch) si riferisce a un particolare fenomeno psicologico per il quale, in caso di condizioni di estrema resistenza al limite della morte, verrebbe avvertita accanto a sé la presenza di un'ulteriore entità, fisica o immateriale, da parte della persona stremata. 
Tra le persone che hanno pubblicamente dichiarato d'esser state soggette a questo fenomeno, ed esser state tratte in salvo in situazioni di pericolo o morte certa, si annoverano gli esploratori polari Peter Hillary e Ann Bancroft, Ron DiFrancesco (unico sopravvissuto dell'84º piano della Torre Sud del World Trade Center negli attentati dell'11 settembre 2001) e la microbiologa Stephanie Schwabe.
Frank Smythe, uno dei primi esploratori a tentare la scalata del monte Everest, dopo un po' che i suoi compagni avevano scelto di rinunciare e fare ritorno al campo base, iniziò a percepire la presenza di un compagno di viaggio invisibile. A un certo punto tagliò una seconda fetta di torta e gliela offrì, prima di rendersi conto di essere solo e che nessuno in realtà gli sedeva accanto.
Ernest Shackleton, l'esploratore inglese nell'ultima tappa della sua spedizione antartica del 1914-1917 visse una situazione drammatica. Insieme a due compagni ed in condizioni estreme cercò disperatamente di raggiungere una stazione marina britannica. Erano a corto di cibo, disidratati, poco equipaggiati e molto vicini al collasso fisico. Shackleton racconta che a un certo punto di quell'odissea iniziò a percepire la presenza nel gruppo di un altro "compagno", che però non era visibile. Per una qualche ragione, sapeva che c'era una quarta persona in viaggio accanto a loro, la cui presenza, benché invisibile, era di conforto ed incoraggiamento. Solo dopo molti anni l'esploratore decise di raccontare la sua strana esperienza a un giornalista ed il susseguente articolo incoraggiò i suoi ex compagni di viaggio ad ammettere di avere vissuto anch'essi la strana sensazione di una presenza invisibile che marciava con loro.
TS Elliot dopo la lettura di questo strano resoconto del famoso esploratore antartico scrisse i seguenti versi:
Chi è il terzo che sempre ti cammina accanto?

Se conto, siamo soltanto tu ed io insieme

Ma quando guardo innanzi a me lungo la strada bianca

C'è sempre un altro che ti cammina accanto

Che scivola ravvolto in un ammanto bruno, incappucciato

Io non so se sia un uomo o una donna

– Ma chi è che ti sta sull’altro fianco?

(T.S. Eliot, La terra desolata, vv. 360-66)

## Teorie scientifiche
C'è stato un approccio scientifico a questa sensazione di aiuto "esterno" che avrebbero provato diverse persone in situazioni traumatiche.
Molti scienziati sostengono che tali presenze non siano altro che l'effetto di un processo mentale che si innescherebbe sull'orlo della morte, dovuto a presunti segnali elettrici (detti switch) inviati dal cervello. Tuttavia il processo sembra essere selettivo, dato che non scatta in chiunque si trovi in condizioni disperate. L'unica cosa certa è che accade all'improvviso, è percepito in modo diverso da un'allucinazione e in larga parte chi l'ha sperimentato sostiene che susciti un effetto benefico. Le condizioni essenziali affinché si manifesti sono lo shock, la paura e lo stress.
Altri studiosi sostengono che in realtà si tratterebbe di un residuo psichico ancestrale denominato mente bicamerale. L'ipotesi suggerisce che fino a circa 3000 anni fa le menti umane funzionassero in modo diverso rispetto a oggi. I ricercatori basano questa teoria sulle strutture narrative della letteratura antica e ipotizzano che qualche millennio fa la nostra intelligenza fosse suddivisa in due metà e che la persona potesse controllarne soltanto una. La metà occulta avrebbe comunicato con l'io tramite voci nella testa, le quali avrebbero suscitato l'impressione di non essere soli. Il che spiegherebbe qualcosa su molti racconti delle religioni antiche. Essendo la mente bicamerale una forma di schizofrenia, con i millenni, il progresso culturale e l'interazione sociale, la mente si sarebbe unificata. L'organo cerebrale è rimasto invariato, ma la nostra mente si sarebbe evoluta.
Nel 2007 un gruppo di scienziati svizzeri provò a confermare una loro ipotesi, basandosi su una paziente epilettica di 22 anni. Stimolando elettricamente l'emisfero sinistro del suo cervello, gli impulsi provocati, ribattezzati switch, spingevano la giovane a credere che ci fosse qualcuno accanto a lei. Considerato ciò, la squadra diede quindi la propria opinione scientifica in merito la questione del "fattore terzo uomo", spiegando che «stress fisico e l'esaurimento della resistenza possono produrre lo switch».